# La dea fortuna
La dea fortuna è un film del 2019 diretto da Ferzan Özpetek. Vincitore di due David di Donatello, per la migliore attrice protagonista a Jasmine Trinca e per la miglior canzone originale scritta e interpretata da Diodato.

## Trama
Arturo e Alessandro, uno scrittore e un idraulico, sono una coppia da oltre quindici anni: vivono a Roma circondati da molti amici. La loro relazione è tuttavia in crisi da lungo tempo: passione e complicità si sono spente, e Arturo sopporta consapevolmente le numerose infedeltà di Alessandro, che si è fatto sempre più riservato e taciturno nei suoi confronti. Un giorno Annamaria, migliore amica di Alessandro, affida ai due uomini i due figli Martina e Sandro, di 12 e 9 anni, perché badino a loro mentre lei è in ospedale per alcuni controlli. La sua degenza, programmata inizialmente per pochi giorni, si prolunga a causa della scoperta di una malattia congenita, cosa che necessiterà dapprima di una biopsia e successivamente di un'operazione chirurgica.
La convivenza con i bambini sconvolge il già precario equilibrio dei due uomini, i quali prendono a litigare spesso causando tensione anche tra i fratellini; Martina inoltre instilla in Arturo il dubbio che Sandro possa essere in realtà figlio di Alessandro, del quale in effetti porta il nome. Successivamente Alessandro scopre che Arturo aveva a sua volta una relazione clandestina con un artista, che va avanti a sua insaputa da oltre due anni: questa è la causa di una forte crisi in seguito alla quale la coppia decide di separarsi. Intanto Annamaria, comprendendo quanto gravi siano le sue condizioni, scrive il proprio testamento in cui nomina Alessandro tutore legale dei suoi figli, ma quando vede i due uomini sconvolti per la loro rottura non ha il cuore di parlargliene.
Con la separazione imminente, Alessandro e Arturo non possono più occuparsi dei bambini, così chiedono ad Annamaria di affidarli a sua madre Elena, una baronessa decaduta che vive in Sicilia; la ragazza la odia e ha chiuso i rapporti con lei in seguito alla morte per overdose del fratello Lorenzo, ma data l'urgenza si lascia convincere. Durante il viaggio in traghetto da Napoli verso Palermo i due uomini hanno un drammatico confronto nel quale si rinfacciano le reciproche mancanze; saranno i bambini a consolarli durante quella che sembra la chiusura definitiva della loro storia. Giunti nella villa settecentesca dove vive Elena, a Bagheria, i due si rendono subito conto che la donna è eccessivamente severa nei confronti dei bambini, ma ritenendo che la loro permanenza sia solo temporanea li lasciano lì. Una volta tornati a Roma, i due assistono alla morte improvvisa di Annamaria.
Tornati in Sicilia per il funerale dell'amica, Alessandro e Arturo si vedono impedire da Elena di vedere i bambini: la donna dimostra di aver sempre saputo tutto della vita di sua figlia, compresa la loro non eterosessualità, pertanto ritiene che essi non sarebbero in grado di allevarli correttamente. Lea, la governante di Elena, in gran segreto spiega loro che la donna era estremamente cattiva con Annamaria e Lorenzo, al punto di diventare violenta; i due uomini decidono allora di riprendersi con la forza i bambini, chiudendo Elena nello stesso armadio dove per punizione ella chiudeva i suoi figli e, adesso, i nipoti. La donna, pur sopraffatta, minaccia di denunciarli per sottrazione di minorenne.
Sulla via del ritorno, Alessandro e Arturo si fermano lungo la costa, sicuri che tornando a Roma le cose potrebbero precipitare: durante la notte i due si scambiano per la prima volta dopo tanto tempo un gesto di intimità, cosa che prelude a una possibile riconciliazione. Arriva l'alba e tutti e quattro fanno un bagno nel mare: ciascuno esegue un rituale della Dea Fortuna, insegnato loro da Annamaria, che serve a tenere con sé la persona più cara al mondo: guardare fisso il volto della persona desiderata, per poi chiudere gli occhi e subito dopo riaprirli, affinché l'immagine, come fotografata, scenda fino al cuore. Sandro e Martina lo eseguono rivolgendosi a Alessandro e Arturo, che a loro volta si rivolgono l'un l'altro.

## Produzione
Le riprese sono iniziate a Roma il 15 maggio 2019. Successivamente la produzione si è spostata in Sicilia, dove le riprese si sono svolte tra Villa Valguarnera a Bagheria e nella zona Vergine Maria di Palermo.
Le riprese sono durate circa otto settimane.
Il titolo del film è un riferimento al santuario della Fortuna Primigenia che si trova a Palestrina e dove lavora il personaggio interpretato da Jasmine Trinca.

## Colonna sonora
Nella colonna sonora è presente il brano inedito Luna diamante interpretato da Mina e scritto e composto da Ivano Fossati. Il brano fa parte dell'album Mina Fossati, pubblicato il 22 novembre 2019. Nella colonna sonora è incluso inoltre il brano Che vita meravigliosa scritto ed interpretato da Diodato.

### Tracce
1. Mina e Ivano Fossati – Luna diamante – 4:34
2. Pasquale Catalano – Armarium Sicilis – 2:22
3. Diodato – Che vita meravigliosa – 3:32
4. Pasquale Catalano – Discessus Sicilis – 1:53
5. Isaac & Nora – Veinte Años – 3:28
6. Pasquale Catalano – Fortuna Sortes – 3:19
7. Sezen Aksu – Aldatildik – 3:20
8. Pasquale Catalano – Incipit Fabulae – 3:55
9. Mina – Chihuahua – 2:11
10. Pasquale Catalano – La dea fortuna – 3:17
11. Pasquale Catalano – Sortes – 2:55
12. Pasquale Catalano – Arena – 1:03
13. Pasquale Catalano – Domus Mater – 1:02
14. Pasquale Catalano – Bonus Numerus – 1:40

Durata totale: 38:31

## Promozione
Il primo teaser trailer è stato diffuso il 30 settembre 2019. Il 7 novembre 2019 viene diffuso il trailer del film, mentre il 12 novembre viene diffuso il poster.

## Distribuzione
Inizialmente previsto per il 28 novembre 2019, il film è stato distribuito nelle sale cinematografiche italiane il 19 dicembre 2019. I diritti per la distribuzione internazionale sono stati acquistati dalla True Colours, che distribuirà la pellicola con il titolo The Fortune Goddess.

## Accoglienza

### Incassi
Il film ha incassato 8,3 milioni di euro, di cui uno e mezzo nel weekend di debutto.

## Riconoscimenti
- 2020 - David di Donatello[9][10]
  - Migliore attrice protagonista a Jasmine Trinca
  - Migliore canzone originale (Che vita meravigliosa) a Diodato.
  - Candidatura per la migliore sceneggiatura originale a Gianni Romoli, Silvia Ranfagni, Ferzan Özpetek
  - Candidatura per il David Giovani
- 2020 - Nastro d'argento[11]
  - Migliore attrice protagonista a Jasmine Trinca
  - Migliore colonna sonora a Pasquale Catalano
  - Migliore canzone originale (Che vita meravigliosa) a Diodato.
  - Candidatura per il miglior film
  - Candidatura per il miglior regista a Ferzan Ozpetek
  - Candidatura per la migliore sceneggiatura a Gianni Romoli, Silvia Ranfagni e Ferzan Ozpetek
  - Candidatura per il migliore attore protagonista a Stefano Accorsi e Edoardo Leo
  - Candidatura per il miglior casting director a Pino Pellegrino
- 2020 - Ciak d'oro[12]
  - Miglior film
  - Migliore attore protagonista a Stefano Accorsi ed Edoardo Leo
  - Migliore canzone originale a Diodato
  - Candidatura a miglior regista a Ferzan Özpetek[13]
  - Candidatura a migliore attrice protagonista a Jasmine Trinca[14]